# 中国大陆非洲猪瘟疫情

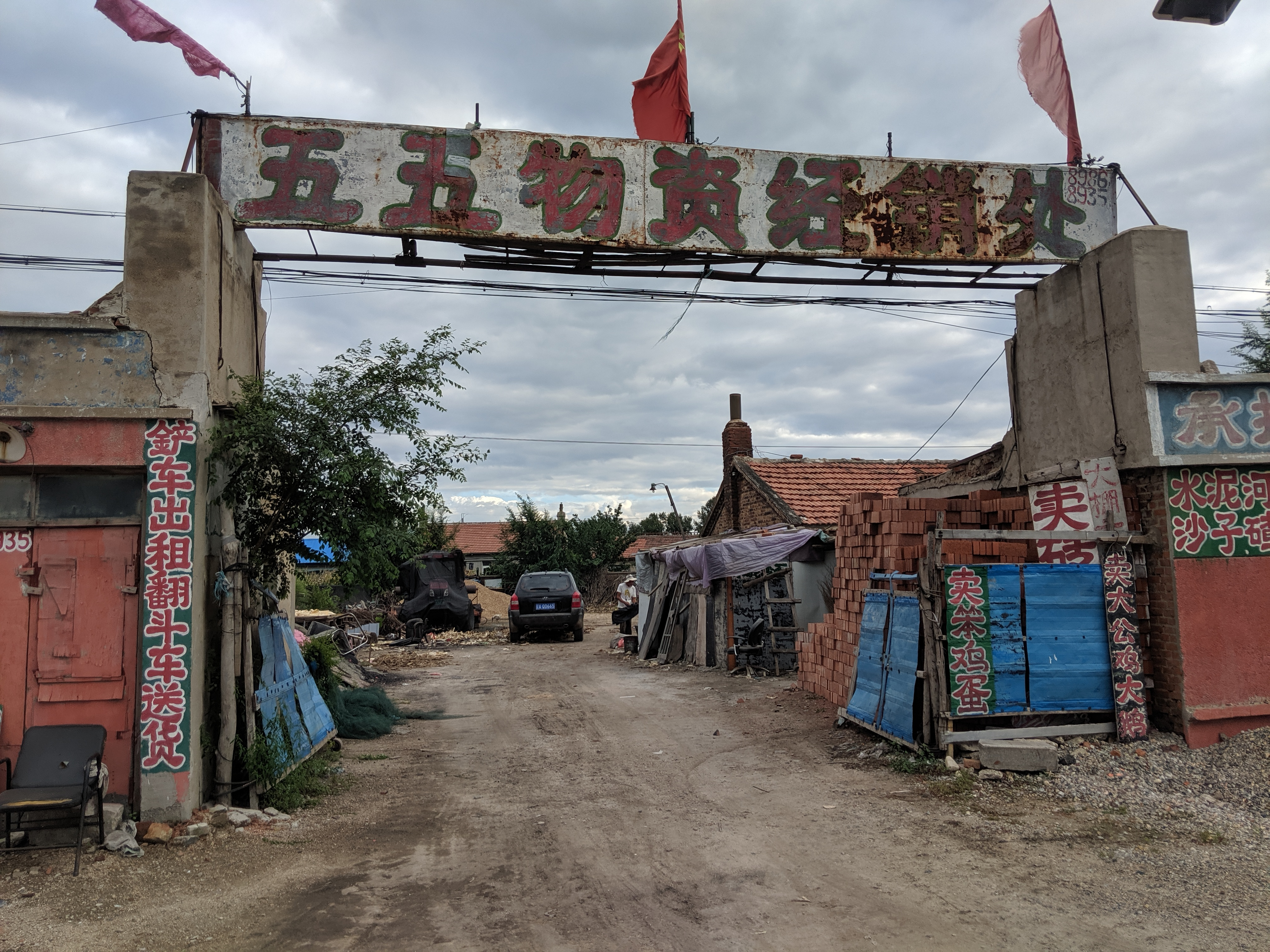
辽宁沈阳沈北新区五五村，東北是中国第一宗非洲猪瘟疫情的发源地

中国大陆非洲猪瘟疫情於2018年爆發，繼非洲猪瘟病毒在東歐擴散後，經由俄羅斯首次進入东亚，使之成為第一個疫情。非洲猪瘟容易传染、病畜死亡率几乎达到100%，目前还没有疫苗防禦。疫情引起了联合国粮农组织、世界动物卫生组织等国际组织关注。而疫情随后也扩散至越南、印度尼西亚、印度、朝鲜半岛等东北亚、东南亚地区。至2019年8月底，中國大陸的生猪存栏量下降约40%；由于中国生猪存栏量占全球的一半以上，疫情使得全球的生猪存栏量减少了近四分之一。
疫情2018年8月1日在辽宁省沈阳市爆發，随后因為跨省運輸出入檢疫的缺口，2019年更在全国多地爆发。8月3日，中国动物卫生与流行病学中心（国家外来动物疫病研究中心）确认該爆發为非洲猪瘟疫情。同日，中华人民共和国农业农村部发布非洲猪瘟Ⅱ级疫情预警。截至2019年4月19日，31個省、市、自治區均受豬瘟疫情影響。
2021年2月中國在非洲豬瘟抗擊戰中，疫情出現病毒新變種，已被證明不易被發現，傳播能力強，且更難被控制。同年3月仍無法控制非洲豬瘟疫情，加上新病毒株的出現和非法疫苗橫行，中國生豬期貨和仔豬價格飆高，市場憂慮這全球最大豬肉市場疫情再起，導致供應緊張。至2023年12月，非洲猪瘟疫情稍歇，但仍在中国部分地区爆发，病例主要集中在河南、山东、河北等省，华东、西南、华南地区也有散发。之所以仍難以抑制，主要有猪瘟病毒基因序列複雜難以研發疫苗，次之對於鄉村農業部門具備難以偵測的特徵，三則接中國大陸跨地區複雜貧富差距大，以及廚餘餵豬的習慣難以改變。多以小農養殖形式受害最大，因個體養豬戶衛生教育、知識程度低，難以系統化防控圍堵等等，不過豬肉價格已經回穩，尤其以往散養戶近幾年多數已經被迫退出產業，大型養殖業者利用技術與工具，損失一般都能控制在20%以內。非洲猪瘟案例當前仍在多省区出现报告，且呈现零星散布发作态势。但是据财新网调查，疫情存在瞒报现象。

## 背景

### 非洲猪瘟

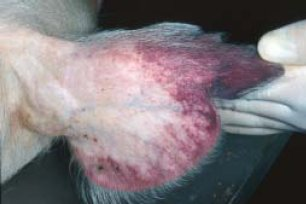
圖示中发红的耳朵是非洲豬瘟的常見症狀

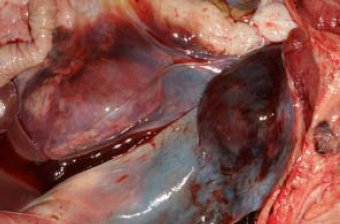
圖示中肿胀的肾脏和出血的肌肉组织也是非洲猪瘟的症状之一

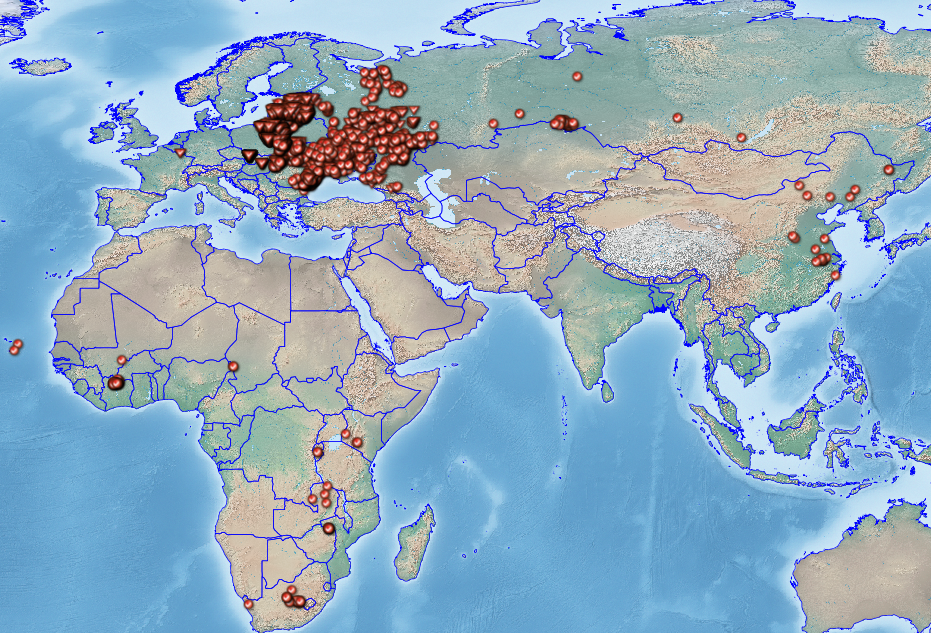
2018年，截止9月22日的世界范围非洲猪瘟流行图

非洲猪瘟病毒是一種具有極強传染性强的病毒。一旦被感染，很快就會發病，死亡率几乎达到100%，目前还没有可用于预防和治疗的疫苗。但此病毒僅在豬科動物之間傳染，並不傳人。世界动物卫生组织将其列为需要通报的动物重大烈性传染病，并被中国列为一类动物疫病。

1921年，非洲豬瘟病毒于非洲东部的肯尼亞發現並確認。後來於1957年传出非洲，进入歐洲的葡萄牙。隨後，歐洲多國陸續報告了非洲豬瘟的病例。在2007年开始进入俄罗斯境内，2017年3月，俄羅斯伊爾庫茨克爆發非洲豬瘟疫情，該病由此從中東歐地區傳播至俄羅斯東部，距離中國邊界僅1,000公里，威胁亚洲地區。本次在中国的疫情传播，也是其第一次进入亚洲国家。
2018年，世界多地出现非洲猪瘟活跃情况。而日本則在2018年下半年，出现了自1992年以来的猪瘟疫情，然而日本的豬瘟疫情并不属于非洲猪瘟導致的。

### 中国大陆猪肉生产与消费
猪肉是中国肉类消费的主体。20世纪90年代以来，中国的猪肉产量和消费量增长明显，其年消费量约是世界产量的一半；中华人民共和国国家统计局测算，2017年猪肉产量为5340万吨。
在本次疫情爆发前，中国大陆一些地区存在由廚餘喂养的泔水猪，多数此类猪肉并未经卫生检疫部门质检，存在安全隐患。
非洲猪瘟疫情严重冲击中国大陆经济，造成猪肉等民生物资价格暴涨，出现历年少见的通货膨胀，居民消费者价格指数（CPI）一度超过4%。截至2019年9月末，非洲猪瘟已造成约中国大陆1万亿元人民幣（约合1410亿美元）经济损失。美国外交关系委员会全球健康高级研究员黄严忠認為，這次非洲豬瘟對中國大陸的破坏性“对国计民生和政治经济的冲击不亚于一场战争”。中國大陆被迫從海外大量進口肉类填補供應缺口，2019年，中國大陸的豬肉、雞肉進口量激增近50%，間接導致世界食品價格受之波及。據聯合國糧食及農業組織（FAO）數據，在2019年11月，全球食品價格指數年增近10%，創下2017年7月以來最大年漲幅，全球肉品價格飆漲18%，漲幅創8年來新高。

## 疫情爆发
中國非洲猪瘟首发病例于2018年8月3日确认，随之中国大陆进入Ⅱ级疫情预警状态。截至2019年4月19日，全中國大陸31個省市自治區都傳出豬瘟疫情。
有观点认为，不排除疫情更早于通报的第一例出现之可能。因为非洲猪瘟通报第一例的2018年8月3日沈阳沈北新区，其能被发现也是因为该地检疫能力相对较强。

### 疫情源头
非洲猪瘟于2007年由格鲁吉亚传入俄罗斯，之后在俄罗斯蔓延 。俄罗斯农业部长曾预测该疫情会蔓延到接壤的中国地区。由于该疫情影响，俄罗斯猪肉产业受到冲击；同时，俄罗斯开始谋求向中国出口猪肉，视其为主要发展市场。
2018年，由于中美贸易戰影响猪肉的直接进口；又因中美相互制裁的主要筹码之一是大豆的进口关税，而大豆又是猪的主要饲料，在中国猪肉供应量不足的情况下，政府与进口商开始寻求新的进口供应来源。有报道认为俄罗斯猪肉因此开始进入中国導致疫情。而在此之前，中国曾因俄罗斯的非洲猪瘟疫情，不允许从俄罗斯进口猪肉。
2018年8月21日，《科学》（英語：Science）期刊一篇文章援引中国人民解放军军事科学院军事医学研究院长春军事兽医研究所于8月13日发布的报告指出，確認此次非洲猪瘟首发基因样本与俄罗斯及欧盟境内的猪瘟样本高度相关。不過俄方對此駁斥抹黑，稱根据俄罗斯联邦兽医和植物卫生监督局发布的报告，中国境内的病毒遗传序列与俄罗斯境内病毒有较大差别，更有可能是由同樣自疫區的欧盟大量进口猪肉引起的。且根据同机构的记录，在疫情开始的7月份俄罗斯并未向中国出口猪肉。

### 境内传播

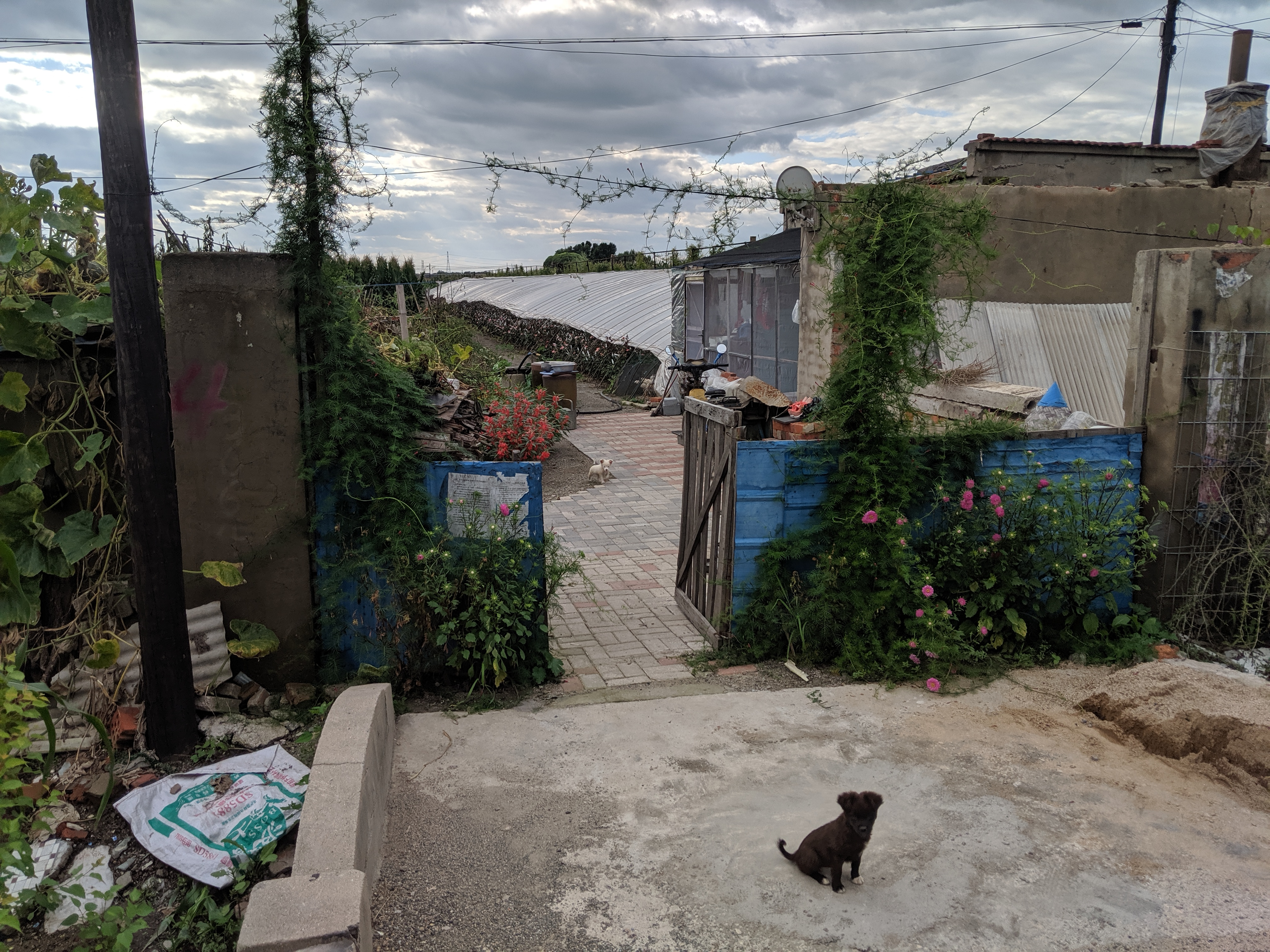
沈阳市五五社区（五五村）的一处农户

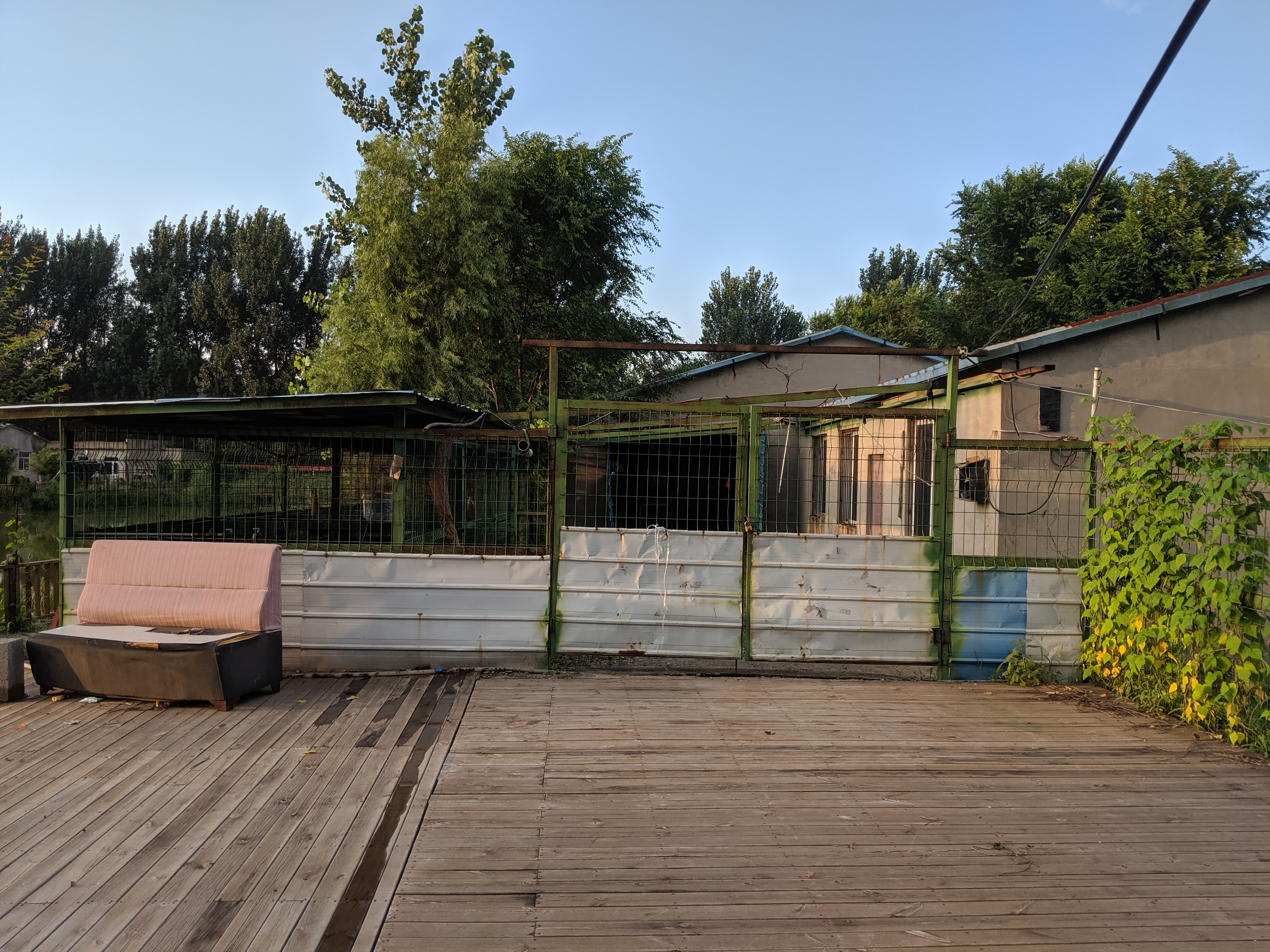
非洲猪瘟疫情后，沈北新区一处被荒废的散户养猪场

中国境内首例报告疫情位于沈阳市沈北新区沈北街道五五社区（五五村）。有媒体推测非洲猪瘟疫情或可追溯到4月份，即沈北新区案例可能并非流行病学意义之“零号病例”。根据中华人民共和国农业农村部的汇报案例，非洲猪瘟在中国境内的传播呈现跨省区点状发作态势，但较少案例呈现出作为传染病症的一地多例的情况，与传统流行病学所检测情况不同。
2018年10月24日，中华人民共和国农业农村部问答中提及，前21起疫情中，13起与饲喂餐厨剩余物有关。
2018年12月15日农业农村部负责人指出，截止当前的81例已查明家猪疫情传播原因主要是异地调运、厨余喂食和调运环境消毒不彻底造成交叉感染。

## 防控措施

### 疫情控制

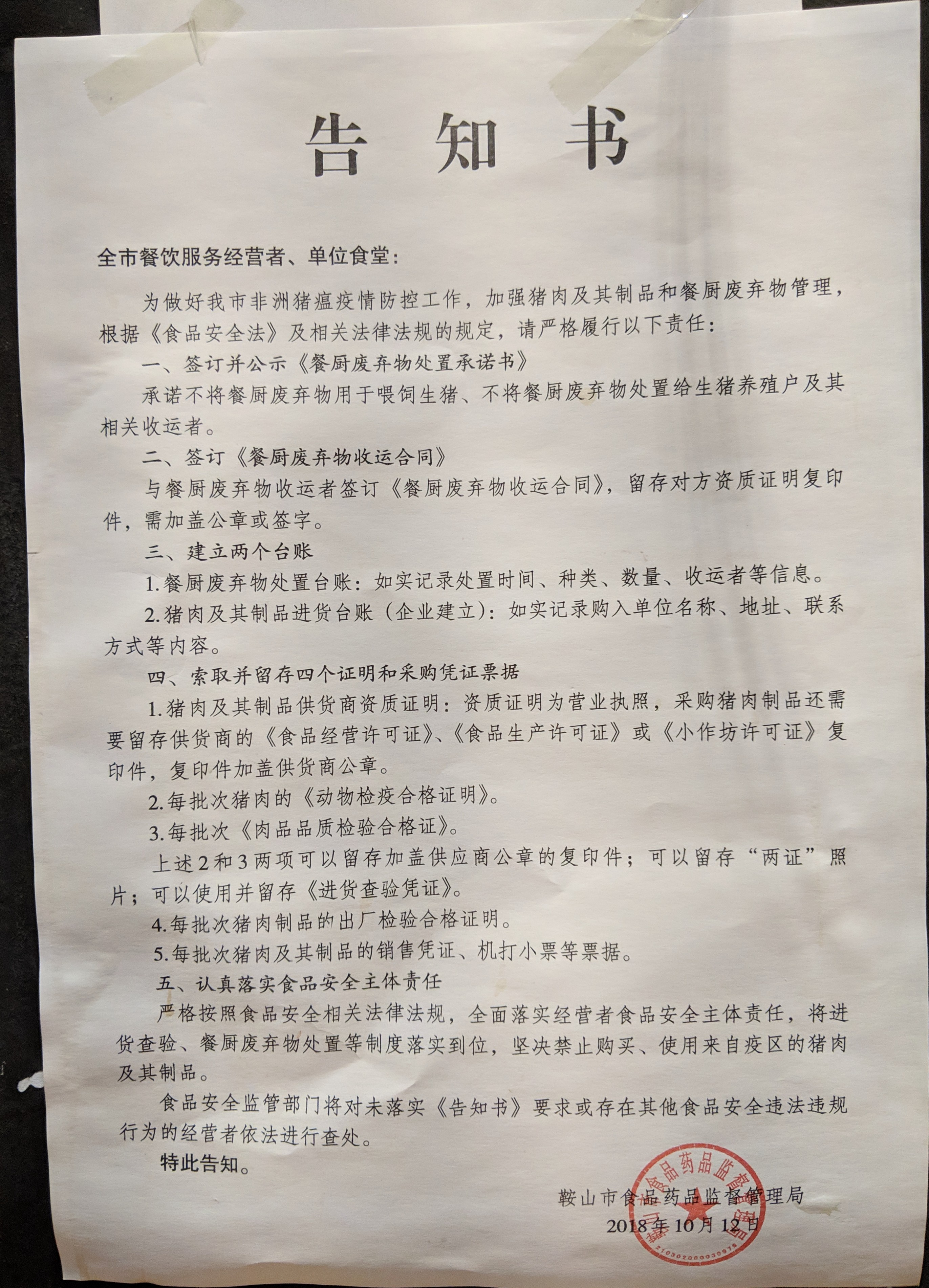
为遏制非洲猪瘟疫情扩散，辽宁省鞍山市食品药品监督管理局给餐饮业者下发的告知书

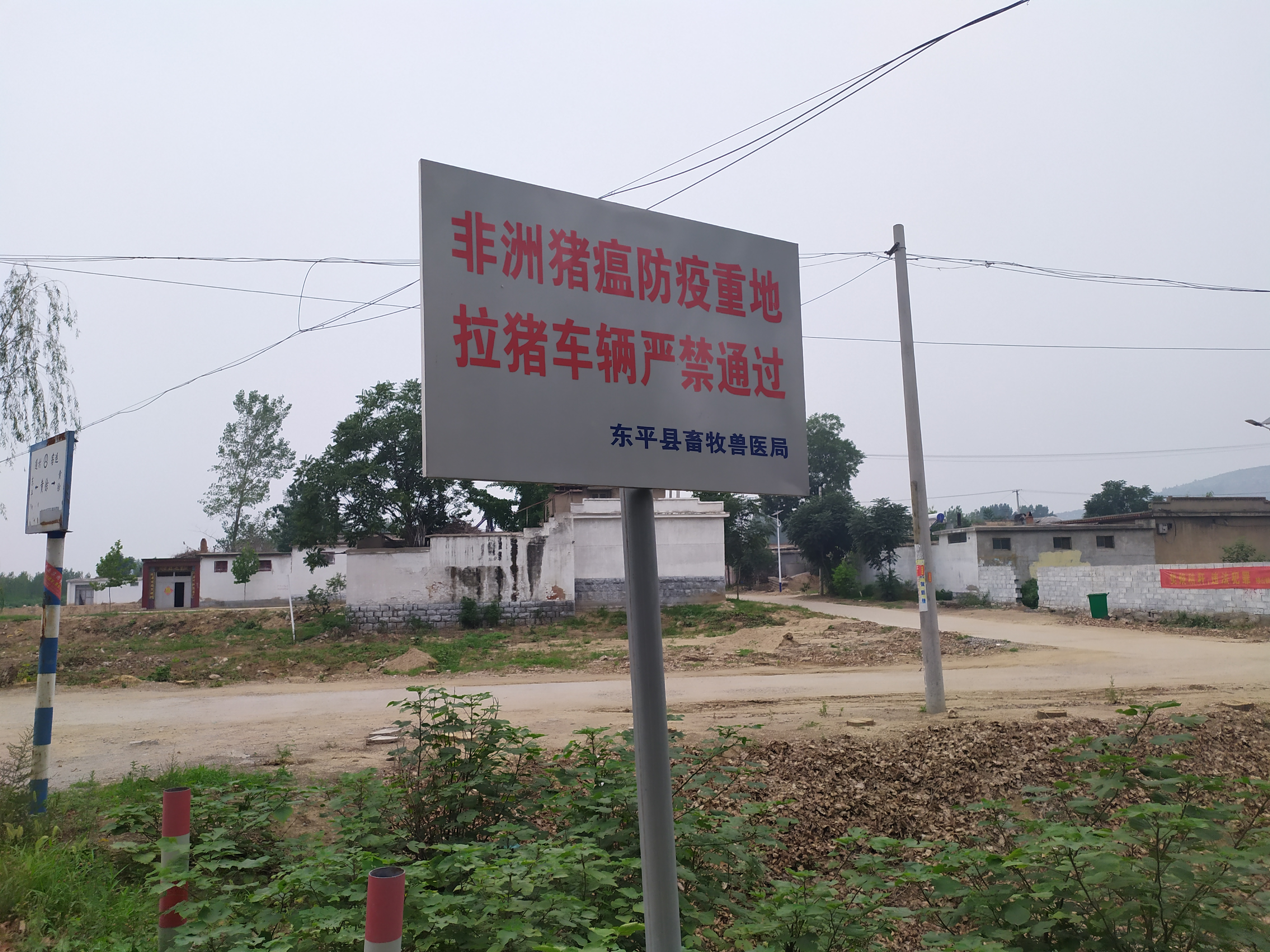
山东省东平县一处禁止运猪车辆通过的告示

疫情初期，中国对非洲猪瘟的认知有限，在防控方面引发了巨大的心理恐慌。
中华人民共和国农业农村部于2018年8月31日印发《关于切实加强生猪及其产品调运监管工作的通知》，要求提升生猪及其产品的调运管理。10月26日，农业农村部对非洲猪瘟实验室样品检测工作做出指导。禁止任何单位与个人未经批准擅自进行病毒分离与实验。国家邮政局于11月2日通告，禁止收寄活猪和未检疫、未制熟的猪肉制品；对疫区省份所有猪肉制品禁止收寄。
2019年1月2日，农业农村部的119号公告更新了生猪屠宰相关规定；农业农村部畜牧兽医局筹备组建国家非洲猪瘟参考实验室。1月3日发布了非洲猪瘟检测试剂通知。

### 扑杀与疫区管理
中国大陆确定疫情后，由地方动物防疫机构组织进行对疫点相关动物进行扑杀，由国家对扑杀之动物进行经济补偿。2018年9月13日，农业农村部与财政部联合印发《关于做好非洲猪瘟强制扑杀补助工作的通知》中，补助1200元/头。
根据《中华人民共和国动物防疫法》（1997年颁布，2007年最新修订）与《非洲猪瘟疫情应急预案》（2017年制定），农业农村部在案例汇报后划定疫点、疫区进行防护。非洲猪瘟的疫区观察以六周为单位进行连续监测，无阳性案例再发生，需报国家单位，申请解除疫区。疫区解除封锁6个月，需保持空栏，即不可马上投入生产。在2019年1月29日，农业农村部印发《非洲猪瘟疫情应急实施方案（2019年版）》，启用「哨兵猪」机制，允许将解除封锁时间由6周（42天）缩短为30天。同时，疫区解除后原本的6个月空栏期缩短为45天。
12月4日，全国政协农业和农村委员会召开非洲猪瘟疫情防控工作通报协商会，透露累计扑杀生猪63.1万头，强调「疫情总体可控」。

### 疫苗研发
在2019年1月12日，中华人民共和国科学技术部组织公共安全会议，对「非洲猪瘟等外来动物疫病防控科技支撑」立项讨论，其中提及「非洲猪瘟病毒基因缺失活疫苗」，引起关注。
中国尚无批准应用的非洲猪瘟疫苗。通过严密的病原检测及时发现清除传染源，以及严格的生物安全措施切断传播途径，仍然是防控非洲猪瘟的主要手段。

### 猪肉供应协调
商务部于2019年8月29日召开例行新闻发布会，新闻发言人高峰表示，将密切跟踪市场动态，会同相关部门，适时投放中央储备猪肉，增加肉类市场供应。9月18日，华商储备商品管理中心宣布向市场投放1万吨的冷冻储备猪肉，以竞价交易的方式进行，并规定每个企业的成交量不能超过300吨。

### 政策与人事
2019年新年伊始，有消息指中华人民共和国国务院办公厅印发文件，就非洲猪瘟疫情防控不力展开问责，计223名官员受到处分。1月4日，农业农村部新闻办公室发文，针对相关人员追责的几类失职进行了划分；同时指出，在落实既定工作措施的情况下发生疫情，不应追责。2月19日，湖南永州市一大型养猪场感染非洲猪瘟后，养猪场负责人因非洲猪瘟防控不力被刑拘。
2019年3月1日，紧接着2月份多品牌市售食品检测出非洲猪瘟病毒阳性事件，中华人民共和国公安部召开新闻发布会，通报了涉非洲猪瘟10起典型案件；其中6起为妨害动植物防疫检疫，其余为非法贩售、生产制品。
2019年5月16日，据农业农村部消息，农业农村部办公厅、市场监督管理总局办公厅近日发布《关于做好非洲猪瘟病毒检测结果通报和发布的通知》，规定由农业农村部和市场监管总局统一发布信息，其他单位和个人不得擅自公布非洲猪瘟病毒检测相关信息。

## 国际合作
中华人民共和国农业农村部在2018年8月3日確認首起非洲猪瘟病例，隨即通報疫情給世界動物衛生組織和聯合國糧食及農業組織。联合国粮农组织认为可能疫情扩散至亚洲其他地区，在9月5日至7日，于泰国曼谷召开紧急会议，研讨对策。
2018年，受到中美贸易摩擦影响，中国已在早些时候停止进口美国猪肉；但據美國農業部11月29日的周報數據，中國在前一周向美國發出貿易戰開始以來最大一筆豬肉訂單，以應對猪瘟疫情造成的猪肉供应短缺。

## 境内影响
非洲猪瘟对中国作为世界上生猪养殖与猪肉制品消费第一大国的经济和社会造成了严重影响。中国工程院院士李德发在一个猪业论坛上表示，不计算产业的上游和下游，非洲猪瘟据推算造成了直接损失一万亿。自2018年發現非洲豬瘟後，據計銷毀豬隻將近120萬，其豬肉價格與同一年前相比，翻將近一倍。据农业农村部报告，2019年5月，生猪存栏量同比下降22.9%，能繁母猪存栏量同比下降23.9%。中國官方報告顯示2019年5月母豬較2018年同期削減近24%。嘉吉預混料營養亞洲區業務的董事總經理John Fering指出，市場預測認為中國母豬在2019年下滑了45%。
截至2020年前三季度末，中國生猪存栏3.7亿头，同比增长20.7%。这是自2017年第三季度以来首次实现增长。

### 供貨問題
非洲猪瘟疫情带来了对中国大陆猪肉产业的冲击。作为2018年8月首批疫区范围内的企业，中国大陆肉类生产企业双汇集团的猪肉生产受到影响。雙匯集團因10月底被检出出口至台湾的猪肉制品含非洲猪瘟病毒，股价受挫。养殖类的唐人神等企业在11月9日的安徽池州事件中，送检的饲料样品检出为阳性，安全性遭到质疑。

### 动物种类保护
纽约时报报道，一项针对东北民猪的保护活动由于非洲猪瘟流行造成的生猪运输管控而无法进行 。10月20日，俄罗斯滨海边疆区联邦兽医局表示，由于非洲猪瘟可以感染野猪，也造成了野外东北虎的生存风险。

### 肉类進口
中國豬肉的生產和消費，佔全球豬肉總量的三分之二，自去年中國爆發非洲豬瘟以來，已撲殺超過100萬頭豬隻，為彌補國內豬肉短缺，中國不得不從國際市場購買。由於德國尚未受到非洲豬瘟影響，因此湧入大量來自中國訂單，德國國內豬肉價格也因此水漲船高，從2019年3月份起自每公斤1.4歐元增至1.8歐元。
路透社、美国之音和BBC报道称，中国在2018年对美国农产品征收了报复性关税，其中对美国猪肉的关税是62%。但根据美国农业部消息，中国依然在2019年8月2日至8日期间购买了约1万200吨美国猪肉。
2019年前三季度，中國进口猪肉132.6万吨，增加43.6%。美國農業部（USDA）表示在中美貿易戰下，中國保持加大美國豬肉的進口，預計2019年的進口量比去年增長67％。此外，中國也對歐洲與巴西的肉類工廠加發許可證，試圖平息國內肉品價格漲勢。2019年12月，中国猪肉进口量较上年同期增长近三倍。2019年全年中国猪肉进口則增長75%。

### 猪肉等肉类市道走勢

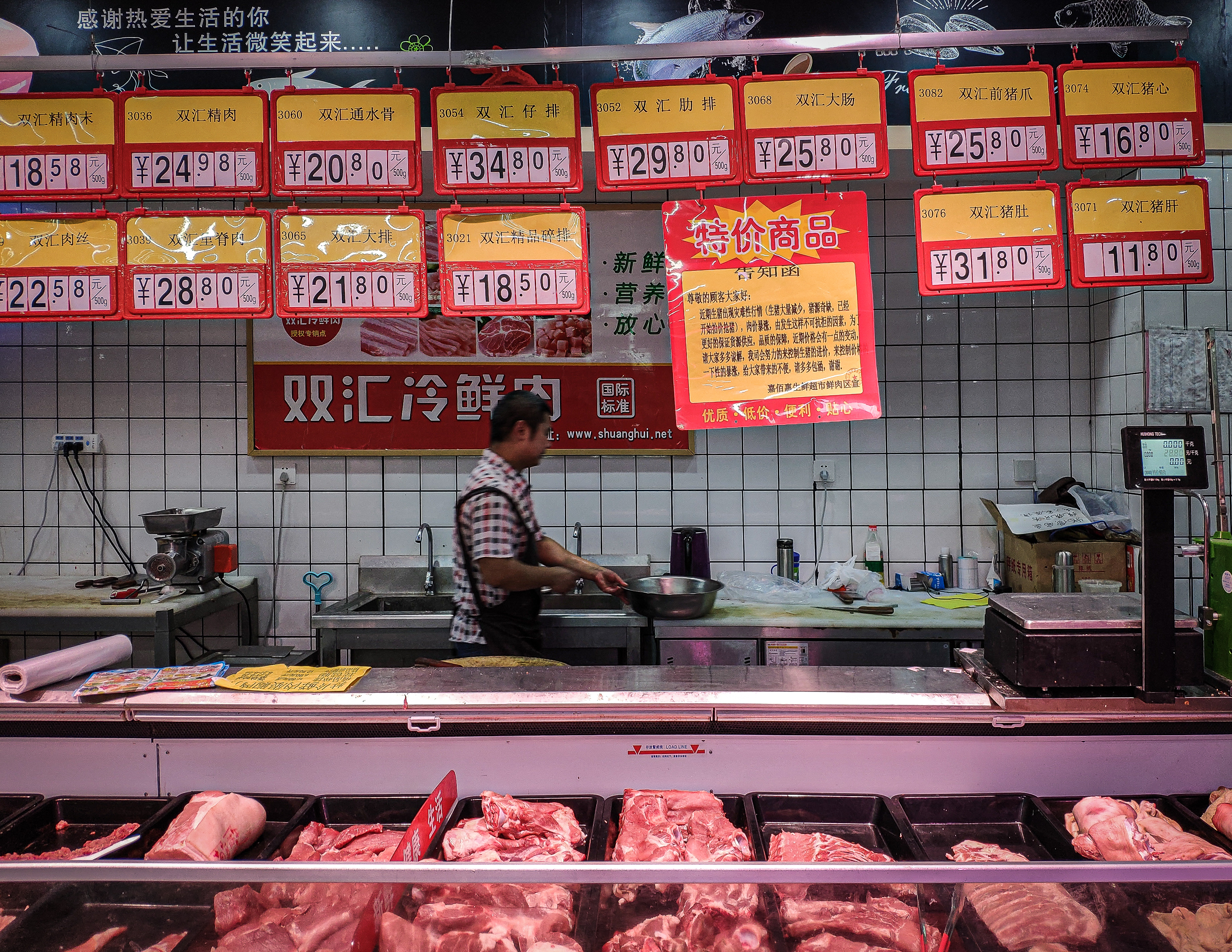
非洲猪瘟导致中国猪肉价格大幅上涨

自非洲猪瘟疫情发生，猪肉价格已经出现大幅上涨。截至2019年4月26日，猪肉价格与去年同期相比增长46.3%。由于非洲猪瘟造成生猪和能繁母猪存栏下降，农业农村部预计2019年下半年猪肉价格上涨约70%。2019年8月31日，农业农村部市场与信息化司、畜牧兽医局有关负责人表示，非洲猪瘟疫情发生以来，猪肉消费受到抑制。當年1到6月集贸市场猪肉消费量同比下降12%。

### 猪肉消费
2019年8月31日，農業農村部有關負責人承認2018年5月後受非洲猪瘟疫情影响，生猪产能下降明显，猪价短暂调整后持续较快上涨。为应对持续上涨的猪肉价格，據不完全統計，截至9月有南寧、海口、江西、廣東、江蘇、四川等近十個省市縣出台了豬肉限價限購的相關政策。部分地区还实施憑票限购。福建多地就實行豬肉限購，市民須憑身分證買肉，如莆田市荔城区以4元每公斤的价格对2所平價商店的猪肉实施定向补贴，当地市民可憑身份證在指定商店購买合計2公斤的平价猪肉。
2019年10月尾，广东省公安厅打击走私新闻发布会上，打私局局长周华山介绍，第三季度缉私部门查获的走私案件数、涉案值，与2018年同比均有上升。因市场需求旺盛，同时期冻品走私明显上升，以猪脚鸡翅牛肉等为主。
2019年12月，《半月談》報道指，由於非洲豬瘟肆虐，豬肉價格高漲，有省份加強調控、限制生豬跨省調運，但就有人藉此牟利，組成「炒豬團」跨省販豬（包括病豬），甚至散播疫情謠言、向豬場投放非洲豬瘟病毒以低價收豬。有「炒豬團」一天可調運4000頭豬，每頭毛利潤1000元，一車運送100頭豬即可獲利約10萬元。

## 国际影响
2019年8月28日，联合国粮农组织表示，中国大陆的非洲猪瘟疫情可能扩散至其他亚洲国家和地区。根據中华人民共和国农业农村部網站顯示，亞非歐多國均有非洲豬瘟疫情通報。世界動物衛生組織10月31日表示，全球範圍會有四分之一的活豬被宰殺銷毀。而世界存欄豬數量會急劇降低，會引致食品供應緊張與豬肉食品價格攀升，其它與豬有關的產品，如血液稀釋型肝素等也將可能會短缺。

### 俄罗斯
俄羅斯農業安全監督機構2019年8月5日表示，位於俄國遠東的濱海邊疆區、靠近中國邊境的一座小型農場，爆發非洲豬瘟疫情。濱海邊疆區的首府為海参崴。2019年9月20日，濱海邊疆區再度出現非洲猪瘟新病例。

### 蒙古国
地理上，蒙古位于俄罗斯与中国大陆之间，直接陆地接壤，受到疫情传播的风险较大。2019年1月13日，蒙古国确认境内出现非洲猪瘟疫情。

### 韩国
2018年9月5日，大韩民国农林畜产食品部通报了两起，中華人民共和国公民携带猪肉制品拦截情况，发生在8月20日的仁川國際机场，与8月26日的济州岛；检测显示病毒基因，与来自中国大陸的毒株匹配。
韓國為防堵非洲豬瘟入侵，宣布自2019年6月1日起實施新檢疫措施，旅客違規攜帶非洲豬瘟疫區豬肉入境，第一次違規者處以500萬韓圓(約4200美元)，第2次違規者處以750萬韓元（約6300美元），第3次違規者處以1000萬韓幣（約8400美元）。
2019年9月17日，南韓農業部證實，京畿道坡州市一處養豬場發現首例非洲豬瘟疫情。

### 日本

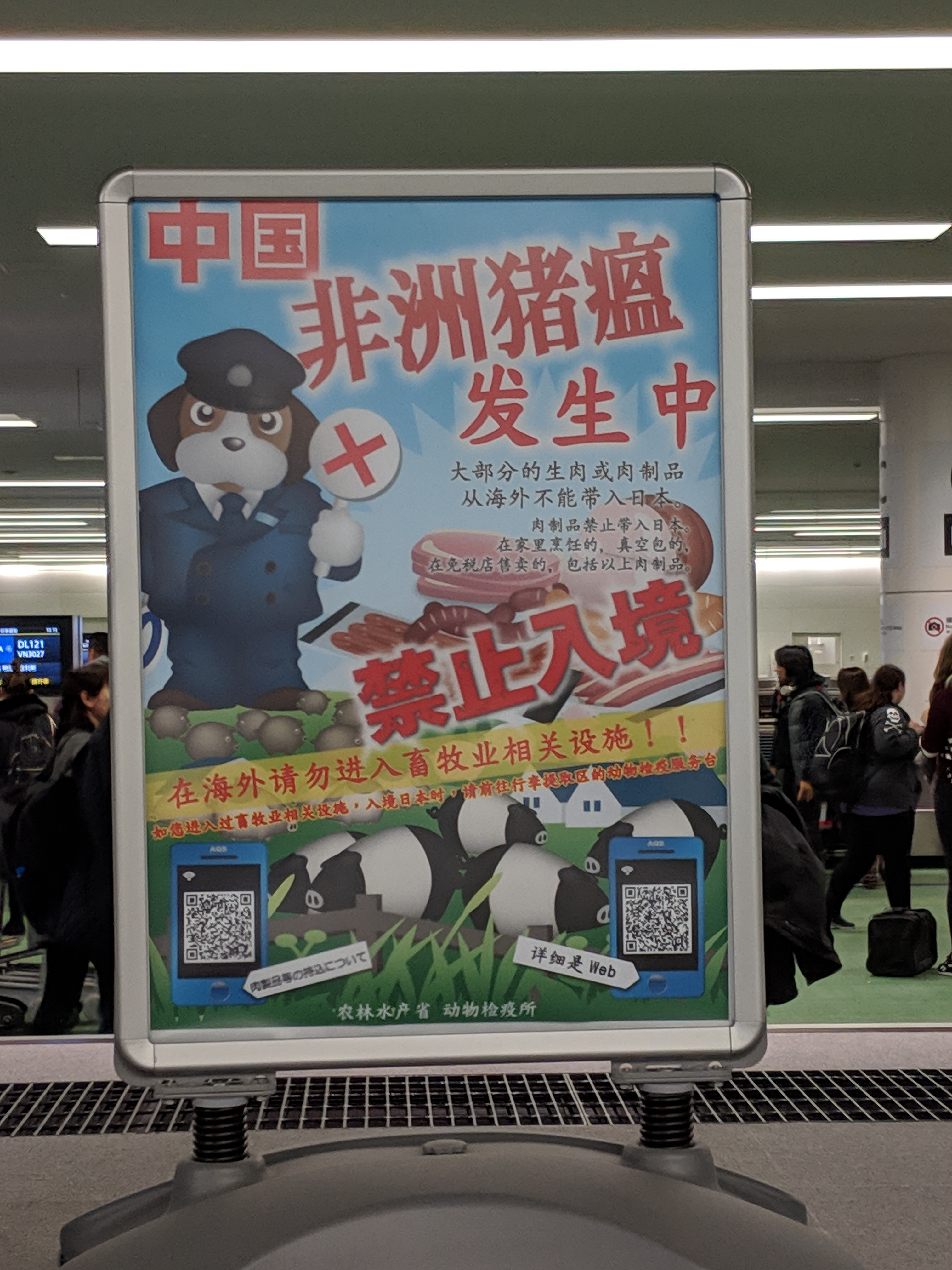
日本羽田机场边检处设立的海报

日本農林水產省下属动物检疫所，在中国大陆出现疫情后，加强了对入境的动物检疫工作。同时加强宣导，上线了专门的“非洲猪瘟”专题页面。
旅客流动带来了这种传播风险，截至11月12日，日本农林水产省通报了两起入境检疫阳性事件：
- 2018年（平成30年）10月22日通报：10月1日，从北京飞往新千岁机场的一名旅客的行李中，有1.5kg的猪肉制品；其在之后18日与19日的检测中，呈现非洲猪瘟阳性，基因片段与中国大陆毒株吻合[112][113]。
- 11月9日通报：10月14日上海飞往羽田机场的旅客携带的饺子中检出阳性[114]。
- 11月22日，大连往成田机场航班，随身行李检出阳性[115]。

2019年1月，從中國大陸帶進日本的豬肉香腸中，被檢測出活的非洲豬瘟病毒。這是日本首次發現具傳染力的非洲豬瘟病毒。。
日本農林水產省動物檢疫所在網站上公布細則，自2019年4月22日起，將嚴格實施肉製品違法入境事宜。若確定隨身行李檢查出違法肉製品等畜產品，攜帶者即成為處罰對象。根據日本的家畜傳染病預防法，未申報即造法攜帶畜產品入境，可能裁罰有期徒刑3年或100萬日圓以下的罰金。

### 台湾
由于两岸关系较为特殊，有大量的旅游探亲及商务往来，也加剧了关口阻截压力。由于1997年口蹄疫造成的影响，当局对猪肉产业给予重视，出台了相关政策，提前进行非洲猪瘟防护。在事务性的防护与宣导工作之外，亦造成了舆论探讨及政治相关操作。
中華民國政府透過世界動物衛生組織會籍在第一時間與世界各國和地區同步獲知疫情。8月6日中華民國行政院農業委員會動植物防疫檢疫局發布中國大陸疫情資訊；8月22日中華民國總統蔡英文指示各部會研議疫情的防範措施。
中华民国政府自2007年起禁止攜帶活動物及其產品、活植物及生鮮產品、鮮果實入境，為維護民众健康、保護國內生態及防疫檢疫需要。而自2018年8月中國大陆疫情爆发，即加强了在機場、港口等區，針對大陆入境航班行李的檢查；在9月1日開始，針對違規攜帶開罰。農委會動植物防疫檢疫局表示，來自中國大陸的調製動物飼料均禁止輸入（代號MW0），僅少部分可專案核准有條件輸入（代號MP1）。
至2019年1月10日，统计旅客违规携带之猪肉产品，12件检出非洲猪瘟阳性；6件為棄置箱採樣，6件為旅客行李檢出，皆與大陸本次疫情毒株（CN201801）匹配。2018年11月6日，中华民国關務署台北關統計同年9月至今，於快遞專區查獲未經報驗的大陆豬肉與肉製品累計已達108公斤。

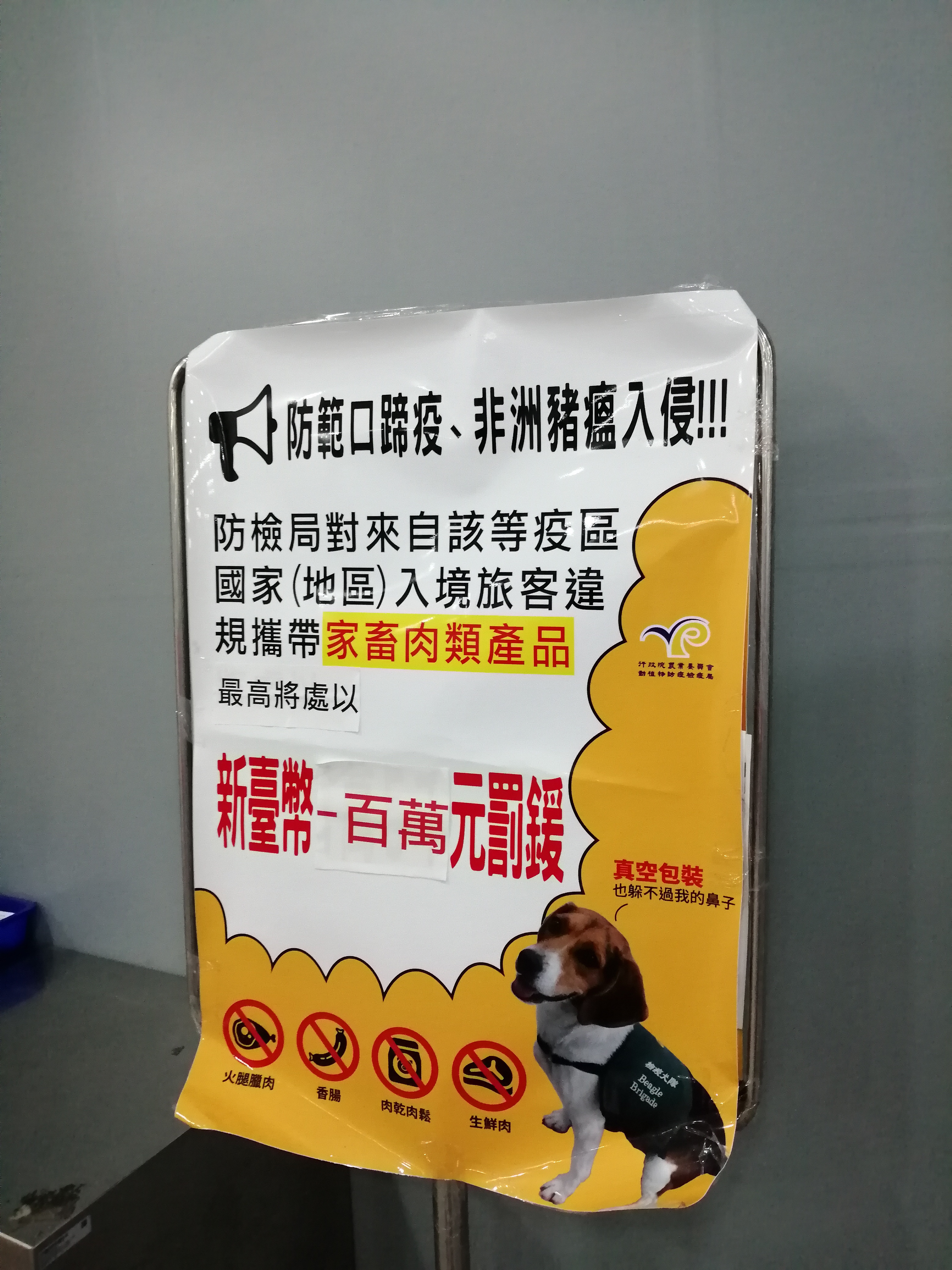
位于金门县水头码头入境大厅内的非洲猪瘟防护宣传公告，提醒旅客禁止携带家畜肉类产品入境

2018年11月30日，中华民国立法院三讀通過《動物傳染病防治條例修正案》，將未依規定申請檢疫所攜動物產品者的罰緩金額提高至新台币1萬元以上至新台币100萬元以下。
2018年12月31日，金門金沙鎮田埔發現疑似中國大陸漂流而來的非洲豬瘟阳性病死豬屍體後，農委會防檢局研判其來自中國福建九龍江流域，然而當前在中國通報及世界動物衛生組織報告上該區域尚未列入疫區。雖然中華民國政府通報中國大陸要求管制病死豬，据《自由时报》报导，中國大陆方面没有对通报给出正式回應。但早在2018年12月26日，国务院台湾事务办公室新闻发言人马晓光於记者会上已经回应中国时报记者表示，因台湾方面从未向大陆进口猪肉，所以2009年签定的《海峡两岸农产品检疫检验合作协议》并不适用，大陆方面因此也没有按相关协议向台湾方面通报非洲猪瘟疫情的义务；此外，两岸的信息交换和防控交流的民间机制早在2004年就已经建立，由海峡两岸农业交流协会和财团法人农村发展基金会负责，但在2017年，台湾方面的农村发展基金会实行转型后，人员被撤换，机制被中断，相关交流机制至今未能恢复；国台办方也强调台湾可以向世卫组织了解相关情况。

### 香港
2018年12月，与香港临近的广东省出现非洲猪瘟疫情，使得态势严峻；至2018年12月25日，受疫情影响而暂停供港活猪的养殖场增至18个，香港市面出现猪肉价格上涨。同时，香港本地业界希望港府的上水屠房和荃湾屠房（屠宰加工处理设施）分开处理大陆与香港本地猪隻。
香港食物環境衞生署要求，2019年1月12日开始，全港禁止使用厨余喂饲猪隻。
2019年1月17日，香港長洲東灣泳灘發現一具豬屍。漁護署當晚公布，有關豬隻屍體對非洲豬瘟病毒的測試，呈陰性反應。惟據悉，這豬隻屍體的豬耳附有標籤，用耳標籤正是中國大陸豬廣泛的做法，料可交中國大陸政府追查豬隻來源。
香港猪肉业界于2019年1月21日决定：2019年农历新年期间，上水屠房和荃灣屠房两个屠場於年三十晚（2月4日）屠清場內所有的活豬，同时年初一至初三（2月5至7日）不再屠宰新猪，以对屠房作徹底清潔。香港猪肉价格受此影响将上升两成左右。
2019年5月10日晩上，香港食物及衞生局宣布，上水屠房提交一隻來自廣東湛江的豬隻內臟樣本被漁護署驗出非洲豬瘟陽性。這是香港發現的首例非洲豬瘟疫情。香港食衞局決定銷毀該屠宰場內6000頭豬隻。

### 緬甸
根據緬甸「伊洛瓦底江雜誌社」報導，位于緬甸東北部的撣邦在2019年8月1日至6日期间有12頭豬隻疑似感染非洲豬瘟（ASF）喪命，后来缅甸當局證實這些豬隻屍體確實驗出非洲豬瘟病毒的細胞。。

### 泰国
泰国于2018年11月曾在清莱国际机场拦截一宗非洲猪瘟阳性案例，随事态发展，亦加强旅客行李查验。此外，其国家南部也受到走私猪肉造成的传播风险威胁。

### 马来西亚
马来西亚于2018年9月初即宣布禁止中国大陆猪肉产品入境；在2018年12月26日，严禁细分的6种中国大陆产猪肉制品进入；同时也对周边泰国、越南的猪肉进口加强检查。从11月12日开始，當局陆续禁止由中國大陸、蒙古、越南、北韓、柬埔寨、老撾、南韓、緬甸、菲律賓及東帝汶入口生豬及豬肉產品，但當地市面一直有走私的豬肉製品。在全馬面積最大的砂拉越，當地獸醫服務局局長通告指，當局早前對中國（非法）入口的17罐午餐肉作非洲豬瘟病毒檢測，10月25日發現其中一個樣本帶有非洲豬瘟病毒。相關部門隨即檢查所有超市，把受影響的產品下架。

### 新加坡
新加坡国家发展部下属农粮局，于2019年1月宣布暂停从中国大陆出现疫情的省份进口猪肉。由于新加坡市面仅4%猪肉产品从中国大陆进口，对市场影响不大。

### 越南
2019年2月19日，越南确认境内出现非洲猪瘟疫情。；其后，非洲猪瘟在越南全境迅速蔓延，至2月25日，越南中部地區的清化省安定縣人民委員會主席劉武林（Luu VuLam）證實，當地驗出非洲豬瘟病毒。
2019年12月11日，越南全国63个省市667个县的8553个乡均发生了非洲猪瘟疫请，需要销毁的病猪总量已接近595万头，总重量超过34万吨，占全国猪总重量的9%左右。

### 朝鮮
2019年5月23日，北韩慈江道一家协同农场出現77頭死亡豬，隨即申报出现非洲猪瘟疑似症状，5月25日被确诊为非洲猪瘟，这是北韩地区首次出现非洲猪瘟疫情。爆發疫情的農場剩餘22頭豬被全部撲殺。

### 菲律賓
2019年9月9日，菲律賓農業部已證實當地發生非洲豬瘟案例，疫情發生於呂宋島布拉干省及黎剎省的豬場，已撲殺7416頭豬隻。
2019年9月20日，菲律賓農業部表示，該國首都马尼拉家庭养猪场的猪,血液检体检出非洲猪瘟阳性反应。
2019年12月11日，菲律賓在馬尼拉港口檢獲一批中國製造的進口灣仔碼頭芹菜豬肉水餃，貨品並未取得衛生許可，其後驗出非洲豬瘟病毒，海關已全數作銷毀處分。

### 柬埔寨
2019年4月3日，柬埔寨当局確認境內出現非洲豬瘟疫情。

### 寮國
2019年6月20日，老挝当局確認境內出現非洲豬瘟疫情。

### 东帝汶
东帝汶于2019年9月27日向世界動物衛生組織通報該國發生非洲豬瘟案例。依據东帝汶向世界動物衛生組織通報資訊，該國北部帝力縣後院式養豬場發生非洲豬瘟，共發生100例，發病405頭豬隻均已死亡，該縣預估飼養44,000頭豬。通報中也提到包考市及利基萨市也有豬隻疫情，但尚未確認。

### 意大利
在中国爆发非洲猪瘟后，意大利卫生部禁止中国猪肉进口。2020年1月22日，帕多瓦警方表示，意大利税务警察查扣并销毁了来自中国的9.5吨猪肉。这批猪肉被發現藏在來自中国进口的蔬菜中。進口豬肉的男子被控走私、从事有害食品交易以及散播动物疾病等罪名。

## 備註
1. ↑  中華民國政府在世界動物衛生組織的會員名稱為「中華臺北」（"Chinese Taipei"）。[120]